# Horšovský Týn
Horšovský Týn là một thị trấn thuộc huyện Domažlice, vùng Plzeňský, Cộng hòa Séc.